# Victor Karlsson
Pour les articles homonymes, voir Karlsson.
Victor Karlsson, né le 18 mai 2001 en Suède, est un footballeur suédois qui joue au poste de milieu central.

## Biographie

### En club
Né en Suède, Victor Karlsson commence le football au Onsala BK (en) où il fait toute sa formation de footballeur. Le 11 janvier 2021 il s'engage en faveur du Varbergs BoIS. Il signe un contrat de trois ans, soit jusqu'en décembre 2023. 
C'est avec ce club qu'il découvre l'Allsvenskan, la première division suédoise, jouant son premier match dans cette compétition le 11 avril 2021, lors de la première journée de la saison 2021 face au Mjällby AIF. Il entre en jeu à la place d'Albin Mörfelt (en) et les deux équipes se neutralisent (0-0 score final). Le 26 septembre 2021, Karlsson inscrit son premier but pour Varbergs BoIS, à l'occasion d'une rencontre de championnat face à l'IFK Norrköping. Titulaire, il ne peut toutefois empêcher la défaite de son équipe (2-1 score final).
Le 18 juillet 2022, Karlsson est prêté jusqu'à la fin de la saison au Norrby IF. 

### En sélection
Victor Karlsson représente l'équipe de Suède des moins de 16 ans, jouant au total deux matchs avec cette sélection en 2017.